# Karl-Josef Rauber
Karl-Josef Rauber (Nuremberg, 11. travnja 1934. – Rottenburg am Neckar, 26. ožujka 2023.) bio je njemački prelat Katoličke Crkve koji je služio kao apostolski nuncij od 1982. do umirovljenja 2009. godine. Papa Franjo ga je 2015. imenovao kardinalom.
Dana 4. siječnja 2015., papa Franjo je objavio da će ga 14. veljače imenovati kardinalom. Na toj je svečanosti imenovan kardinalom-đakonom naslovne crkve Sant'Antonio di Padova a Circonvallazione Appia.
Rauber je umro u Rottenburgu blizu Tübingena 26. ožujka 2023. u dobi od 88 godina.